# Apoi virus
L'Apoi virus (APOIV) è un arbovirus della famiglia Flaviviridae, genere Flavivirus, appartiene al IV gruppo dei virus a ((+) ssRNA).
Il virus APOIV appartiene al gruppo dei Modoc virus, gruppo costituito da sei specie del genere flavivirus.

## Virologia
L'APOIV è presente in Giappone.

Il virus venne scoperto in Giappone nel 1954 in roditori, ha un vettore sconosciuto mentre l'animale ospite potrebbero essere i roditori.

Il virus fa pare dei Flavivirus patogeni per l'uomo, infatti provoca encefalite; è diffuso in Giappone.

### Testi
- Pei-Yong Shi, Molecular Virology and Control of Flaviviruses, Horizon Scientific Press, 1º gennaio 2012, ISBN 978-1-904455-92-9.
- Paul Shapshak, John T. Sinnott, Charurut Somboonwit and Jens Kuhn, Global Virology I - Identifying and Investigating Viral Diseases, Springer, 13 luglio 2015,  p. 487, ISBN 978-1-4939-2410-3.
- Richard A. Kaslow, Lawrence R. Stanberry and James W. Le Duc, Viral Infections of Humans: Epidemiology and Control, Springer, 27 settembre 2014,  p. 405, ISBN 978-1-4899-7448-8.
- Dongyou Liu, Molecular Detection of Human Viral Pathogens, CRC Press, 23 novembre 2010,  p. 314, ISBN 978-1-4398-1237-2.
- Flavivirus Infections—Advances in Research and Treatment: 2012 Edition: ScholarlyBrief, ScholarlyEditions, 26 dicembre 2012,  p. 6, ISBN 978-1-4816-1346-0.
- Walter R Schlesinge, The Togaviruses: bio,struc,replication, Elsevier, 2 dicembre 2012,  p. 675, ISBN 978-0-323-13826-0.
- and Subhash Vasudevan Duane J. Gubler, Eng Eong Ooi, Jeremy Farrar, Dengue and Dengue Hemorrhagic Fever, 2nd Edition, CABI, 29 agosto 2014,  p. 322, ISBN 978-1-84593-964-9.
- Arbovirus Encephalitis—Advances in Research and Treatment: 2013 Edition: ScholarlyBrief, ScholarlyEditions, 21 giugno 2013,  p. 46, ISBN 978-1-4816-8522-1.
- Japanese Encephalitis: New Insights for the Healthcare Professional: 2013 Edition: ScholarlyPaper, ScholarlyEditions, 22 luglio 2013,  p. 26, ISBN 978-1-4816-5982-6.
- Michael W. Scheld, Christina M. Marra and Richard J. Whitley, Infections of the Central Nervous System, Lippincott Williams & Wilkins, 2014,  p. 210, ISBN 978-1-4511-7372-7.
- Charles H. Calisher & Diane E. Griffin, Emergence and Control of Zoonotic Viral Encephalitides, Springer Science & Business Media, 23 marzo 2004,  p. 191, ISBN 978-3-211-20454-2.
- Erik De Clercq, Earl R. Kern, Handbook of Viral Bioterrorism and Biodefense, Elsevier, 2003,  p. 129, ISBN 978-0-444-51326-7.
- Richard V. Goering, Cedric A. Mims, Hazel Dockrell & Mark Zuckerman, Ivan M. Roitt, Peter L. Chiodini, Mims' Medical Microbiology,With STUDENT CONSULT Online Access ,5: Mims' Medical Microbiology, Elsevier Health Sciences, 2013,  p. 370, ISBN 0-7234-3601-0.
- Debra C. Sellon & Maureen Long, Equine Infectious Diseases, Elsevier Health Sciences, 8 dicembre 2006,  p. 198, ISBN 1-4377-1061-1.
- Karl Maramorosch & Frederick A. Murphy, Advances in Virus Research, Elsevier Science, 18 aprile 2014, ISBN 978-0-12-800400-5.

### Riviste
- Takamatsu K, Kishino W, Suehiro T, Yamano T, Ohno F, Plasma apolipoprotein H (beta 2-glycoprotein I) phenotype frequencies in a Japanese population, in Jinrui Idengaku Zasshi, vol. 34, n. 4, 1989,  pp. 279-83, DOI:10.1007/BF01929209, PMID 2634788.
- Klema VJ, Padmanabhan R, Choi KH, Flaviviral Replication Complex: Coordination between RNA Synthesis and 51-RNA Capping, in Viruses, vol. 7, n. 8, 2015,  pp. 4640-56, DOI:10.3390/v7082837, PMC 4576198, PMID 26287232.
- Jeffries CL, Walker T, The Potential Use of Wolbachia-Based Mosquito Biocontrol Strategies for Japanese Encephalitis, in PLoS Negl Trop Dis, vol. 9, n. 6, 2015,  pp. e0003576, DOI:10.1371/journal.pntd.0003576, PMC 4472807, PMID 26086337.
- Wu J, Liu W, Gong P, A Structural Overview of RNA-Dependent RNA Polymerases from the Flaviviridae Family, in Int J Mol Sci, vol. 16, n. 6, 2015,  pp. 12943-57, DOI:10.3390/ijms160612943, PMC 4490480, PMID 26062131.
- Blitvich BJ, Firth AE, Insect-specific flaviviruses: a systematic review of their discovery, host range, mode of transmission, superinfection exclusion potential and genomic organization, in Viruses, vol. 7, n. 4, 2015,  pp. 1927-59, DOI:10.3390/v7041927, PMC 4411683, PMID 25866904.
- Mezochow AK, Henry R, Blumberg EA, Kotton CN, Transfusion transmitted infections in solid organ transplantation, in Am. J. Transplant., vol. 15, n. 2, 2015,  pp. 547-54, DOI:10.1111/ajt.13006, PMID 25612502.
- Das P, Infectious disease surveillance update, in Lancet Infect Dis, vol. 4, n. 8, 2004,  p. 481, PMID 15298027.
- Blitvich BJ, Firth AE, Insect-specific flaviviruses: a systematic review of their discovery, host range, mode of transmission, superinfection exclusion potential and genomic organization, in Viruses, vol. 7, n. 4, 2015,  pp. 1927-59, DOI:10.3390/v7041927, PMC 4411683, PMID 25866904.
- Qin XC, Shi M, Tian JH, Lin XD, Gao DY, He JR, Wang JB, Li CX, Kang YJ, Yu B, Zhou DJ, Xu J, Plyusnin A, Holmes EC, Zhang YZ, A tick-borne segmented RNA virus contains genome segments derived from unsegmented viral ancestors, in Proc. Natl. Acad. Sci. U.S.A., vol. 111, n. 18, 2014,  pp. 6744-9, DOI:10.1073/pnas.1324194111, PMC 4020047, PMID 24753611.
- Brecher M, Zhang J, Li H, The flavivirus protease as a target for drug discovery, in Virol Sin, vol. 28, n. 6, 2013,  pp. 326-36, DOI:10.1007/s12250-013-3390-x, PMC 3927373, PMID 24242363.
- Bollati M, Alvarez K, Assenberg R, Baronti C, Canard B, Cook S, Coutard B, Decroly E, de Lamballerie X, Gould EA, Grard G, Grimes JM, Hilgenfeld R, Jansson AM, Malet H, Mancini EJ, Mastrangelo E, Mattevi A, Milani M, Moureau G, Neyts J, Owens RJ, Ren J, Selisko B, Speroni S, Steuber H, Stuart DI, Unge T, Bolognesi M, Structure and functionality in flavivirus NS-proteins: perspectives for drug design, in Antiviral Res., vol. 87, n. 2, 2010,  pp. 125-48, DOI:10.1016/j.antiviral.2009.11.009, PMC 3918146, PMID 19945487.
- Wu J, Bera AK, Kuhn RJ, Smith JL, Structure of the Flavivirus helicase: implications for catalytic activity, protein interactions, and proteolytic processing, in J. Virol., vol. 79, n. 16, 2005,  pp. 10268-77, DOI:10.1128/JVI.79.16.10268-10277.2005, PMC 1182653, PMID 16051820.
- Kuno G, Chang GJ, Tsuchiya KR, Karabatsos N, Cropp CB, Phylogeny of the genus Flavivirus, in J. Virol., vol. 72, n. 1, 1998,  pp. 73-83, PMC 109351, PMID 9420202.
- Zanotto PM, Ernest A. Gould, George F. Gao, Paul H. Harvey e Edward C. Holmes, Population dynamics of flaviviruses revealed by molecular phylogenies, in Proc Natl Acad Sci U S A., vol. 93, n. 2, Jan 1996,  pp. 548-53, Bibcode:1996PNAS...93..548Z, DOI:10.1073/pnas.93.2.548, PMC 40088, PMID 8570593.
- Murray CL, Jones CT, Rice CM, Architects of assembly: roles of Flaviviridae non-structural proteins in virion morphogenesis, in Nat. Rev. Microbiol., vol. 6, n. 9, 2008,  pp. 699-708, DOI:10.1038/nrmicro1928, PMC 2764292, PMID 18587411.